# Variabler Nagekäfer

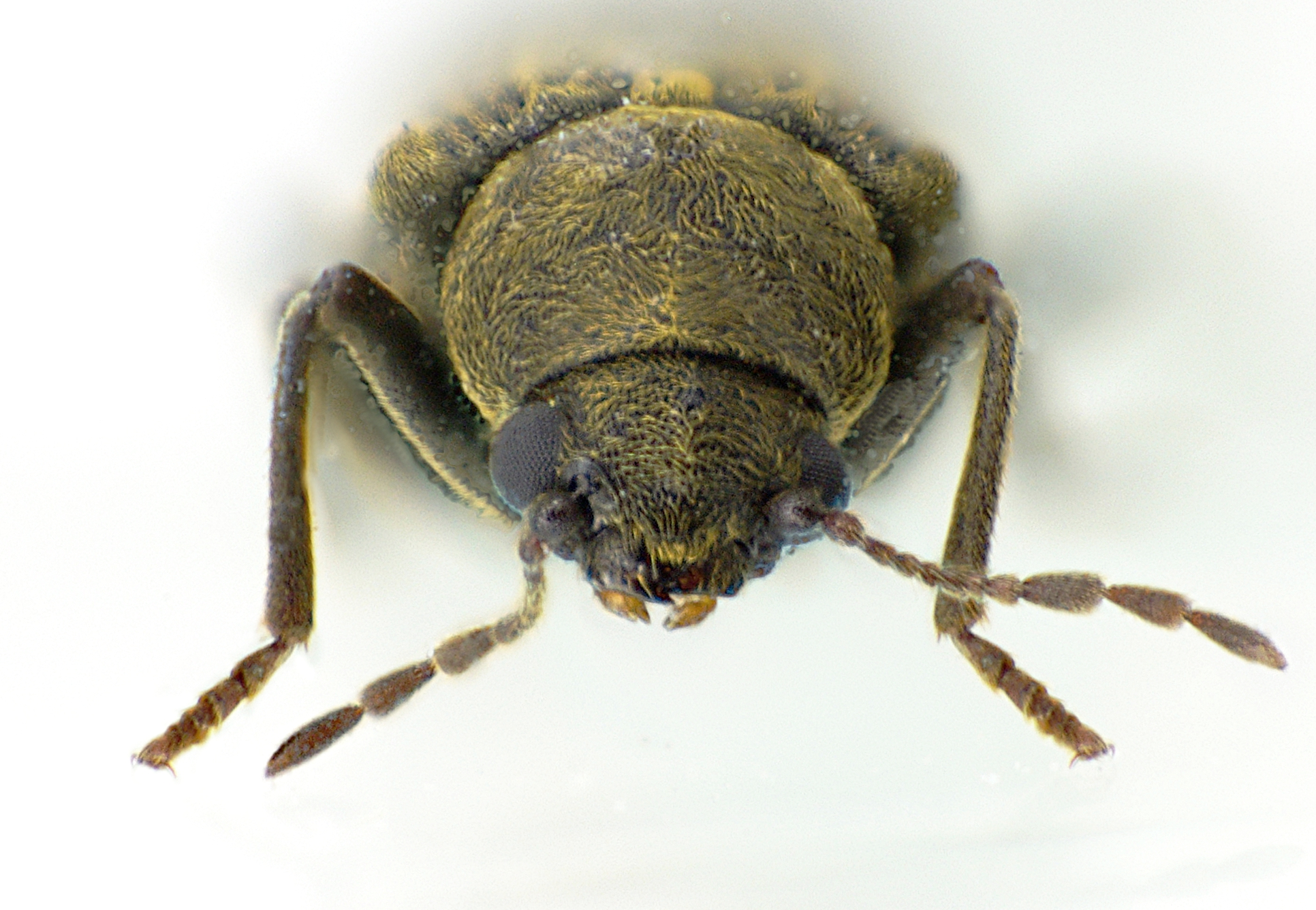
Vorderseite

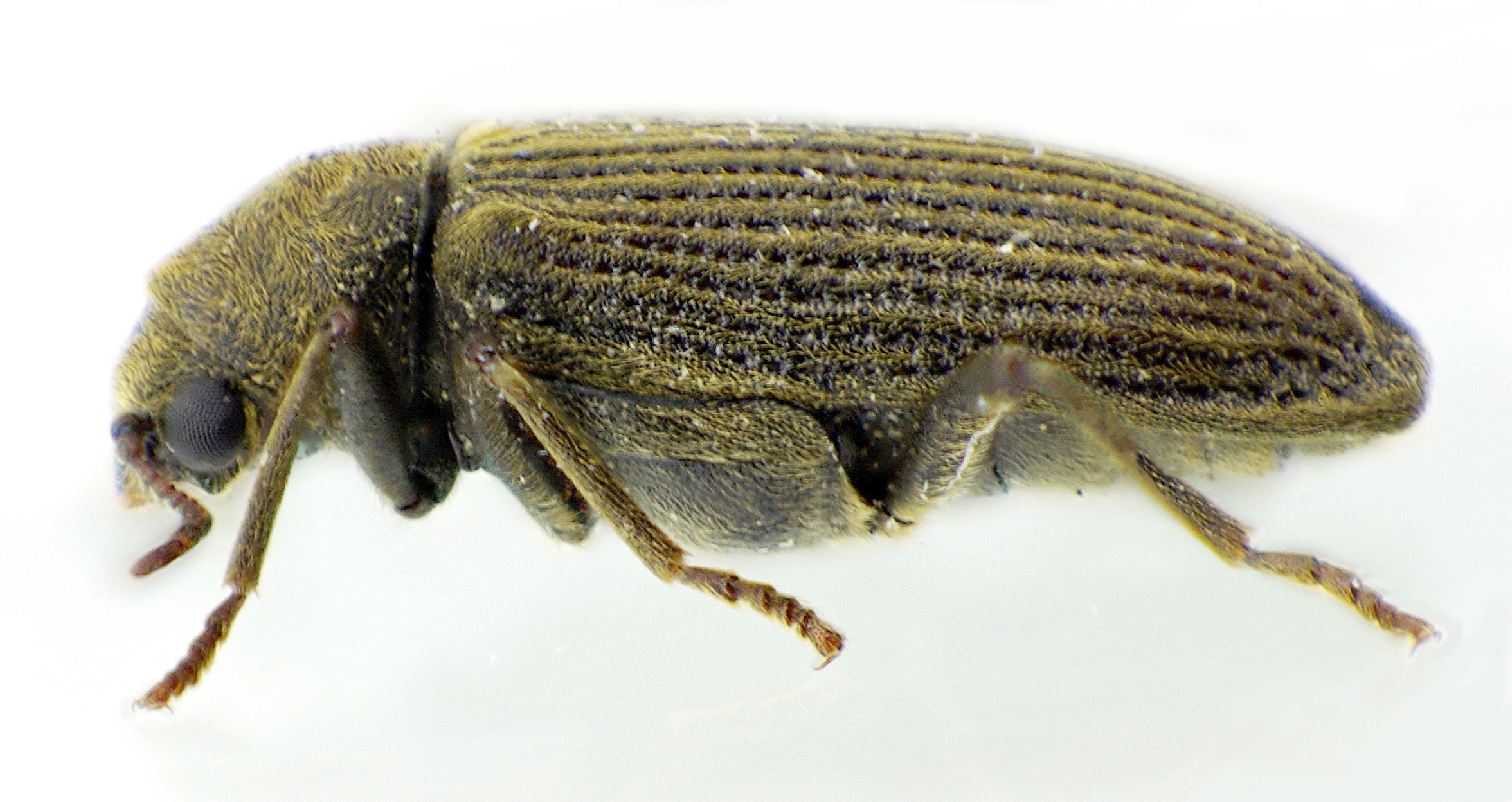
Seitenansicht

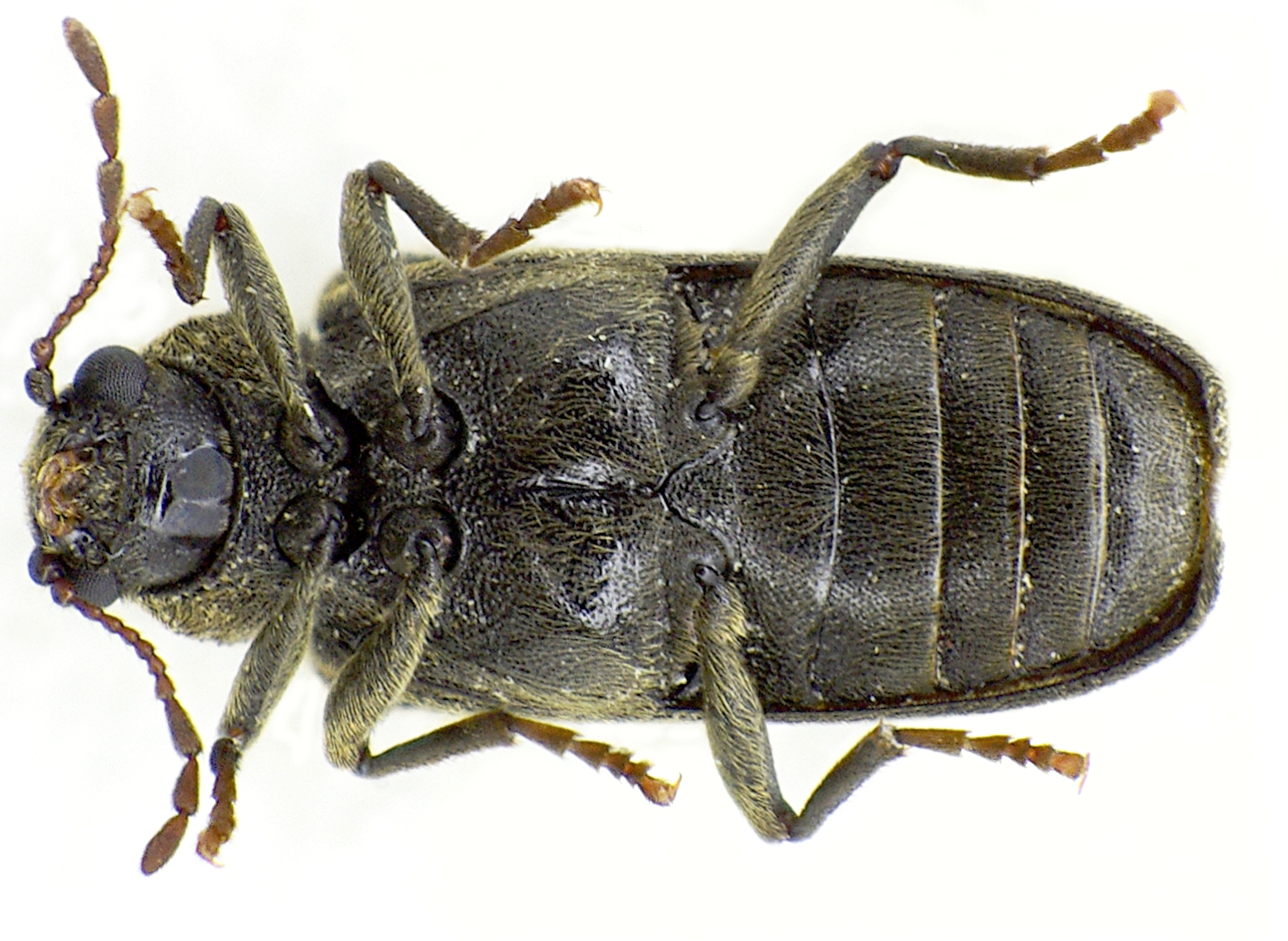
Unterseite

Der Variable Nagekäfer (Grynobius planus) ist ein Käfer aus der Familie der Nagekäfer.  Er ist der einzige Vertreter der Gattung Grynobius und ist in Europa weit verbreitet.

In der Roten Liste gefährdeter Tiere, Pflanzen und Pilze Deutschlands ist die Art unter der Kategorie 3 (gefährdet) geführt.

## Bemerkungen zum Namen und Synonymen
Die Erstbeschreibung der Art erfolgte 1787 durch Fabricius unter dem Namen Anobium planum. Die kurze Beschreibung beginnt mit dem Halbsatz: Anobium fuscum thorace plano (lat. ein dunkles Anobium mit einem flachen Brustabschnitt). Dadurch erklärt sich der Artname planus (lat. flach). Die Gattung Anōbium (von altgr. άνευ „áneu“ für „ohne“  und βίος „bíos“ für „Leben“, weil sich die Tiere tot stellen) wurde verschiedentlich aufgespalten.
Wie es der Name Variabler Nagekäfer nahelegt, variiert der Käfer in seinem Aussehen. Er wurde deswegen unter verschiedenen Namen beschrieben. Die Fauna Europaea zählt sieben Synonyme auf. Mulsant beschrieb 1864 Anobium planum (Fabricius 1787) sehr ausführlich und stellte den Käfer als dritte Art in die 1845 von Motschulsky aufgestellte und von Anobium abgespaltene Gattung Priobium. Direkt davor stellte Mulsant ebenso ausführlich beschrieben die Art Anobium tricolor (Olivier 1790). Mulsant weist selbst auf die verblüffende Ähnlichkeit der beiden Arten hin. Wegen der Existenz von Zwischenformen werden die Unterschiede heute durch die Varianz innerhalb einer Art erklärt und die Namen (Anobium) tricolor und (Anobium) planum als Synonyme betrachtet.
Die Gattung Grynobius wurde 1859 von dem Schweden Thomson in Form eines Bestimmungsschlüssels der Anobiiden mit neun Gattungen aufgestellt. Der Schlüssel enthält keinen Hinweis auf die Bedeutung des Gattungsnamens. Nach Schenkling ist er von altgr. γρυνός „grynós“ für „dürres Holz“  und βίος „bíos“ für „Leben“ abgeleitet und weist darauf hin, dass der Käfer sich in trockenem Holz entwickelt.
Als Typus für die  Gattung Grynobius nannte Thomson Anobium castaneum (Fabricius). Er übernahm dabei den Namen, den Mulsant in der oben erwähnten Schrift für den Käfer verwendete, den er an erster Stelle der drei Arten von Priobium anführte und dessen Beschreibung ebenfalls auf weitgehende Übereinstimmung mit tricolor und planum hinweist. Fabricius beschrieb jedoch kein Anobium castaneum, sondern zitiert Anobium castaneum Olivier. Der von Mulsant beschriebene Anobium castaneum ist jedoch auch nicht mit Anobium castaneum (Olivier) identisch, sondern mit dem von Mulsant ebenfalls als Synonym genannten Anobium excavatum (Kugelann, 1791). Deswegen wurde per Designation durch die Internationale Kommission für Zoologische Nomenklatur 1976 Anobium excavatum (Kugelann, 1791) als Typus für die Gattung Grynobius festgelegt. Heute wird Grynobius excavatus zur gleichen Art gerechnet wie  Grynobius planus, die Namen also als Synonyme betrachtet. Das Artepitheton excavatus erklärt sich aus der lateinischen Kurzbeschreibung durch Kugelann: Ferrugineum, thorace subaequali, antice excavato,...  In der deutschen Beschreibung führt Kugelann aus: Dem Vorigen an Größe und Gestalt sehr ähnlich, er unterscheidet sich aber durch das kleinere, mehr runde und vorn ausgeschnittene Brustschild (lat. excavatus = ausgeschnitten). Bei Reitter findet sich noch eine vierte Variante als Art eingestuft: Priobium Eichhoffi. Der Käfer wurde von Seidlitz 1889 nach dem Forstmann und Koleopterologen Eichhoff benannt.  Auch Grynobius eichhoffi(i) wird heute als Synonym zu Grynobius planus betrachtet.

## Beschreibung des Käfers
Der vier bis sechs Millimeter lange Käfer ist matt dunkelbraun, die Flügeldecken können heller sein, was zusammen mit rostfarbenen Beinen und Fühlern eine Dreifarbigkeit ergibt (Name tricolor). Die Oberseite ist sehr fein, kurz, dicht und liegend gelblich behaart. Die Punktierung der Oberseite ist dicht und verrunzelt.
Der Kopf ist nach unten geneigt. Beim Weibchen ist er kleiner als beim Männchen. Die elfgliedrigen Fühler haben ein grob punktiertes erstes Glied, gefolgt von einem kugelig bis eiförmigen zweiten Glied und einem dünneren dritten Glied, das wenig bis deutlich länger ist als das folgende Glied. Das vierte bis achte Fühlerglied verbreitert sich konisch und ist kaum länger als breit. Die Fühler enden mit drei stark verlängerten Gliedern. Beim Männchen sind diese zusammen so lange wie die sieben vorausgehenden Glieder gemeinsam. Das Endglied der Fühler beim Männchen ist auf der Innenseite fast gerade und endet in einem stumpfen Winkel. Beim Weibchen sind die drei Endglieder gemeinsam nicht länger als die sechs vorhergehenden zusammen. Das Endglied ist länglich elliptisch und zugespitzt. Die Fühler sind zwischen den Augen entfernt voneinander eingelenkt, ihr Abstand ist dreimal so groß wie der von oben sichtbare Querdurchmesser der Augen. Die Augen sind groß und stehen halbkugelartig hervor. Die Oberlippe ist sehr fein bis verschwindend punktiert und am Vorderrand mit feinen Haaren besetzt. Die Oberkiefer sind flach mit glänzender und glatter Spitze.
Der Halsschild ist kaum breiter als lang, beim Männchen gleich lang wie breit. Außerdem ist der Halsschild bei den Weibchen etwas stärker als bei den Männchen gerundet. Bei beiden Geschlechtern ist er deutlich schmaler als die Flügeldecken und wenig bis deutlich breiter als der Kopf. Vorn ist der Halsschild schräg abgestutzt bis schwach kapuzenförmig vorgezogen. Er ist jedoch flach und nicht kammartig hochgezogen wie bei manchen verwandten Arten (Name planus). Hinter dem Vorderende ist er mehr oder weniger stark eingeschnürt (Name excavatus). Die Halsschildseiten sind nicht gekantet, die Halsschildbasis ist deutlich gerandet und leicht zweibuchtig (vor jeder Flügeldecke seicht eingebuchtet). Eine Längsrinne des Halsschilds ist nur angedeutet.
Das Schildchen kann wenig breiter als lang bis wenig länger als breit sein. Es ist an der Spitze abgerundet, stark und häufig heller behaart und überragt das Niveau der umgebenden Teile der Flügeldecken.
Die Flügeldecken sind dreieinhalb bis viermal so lang wie der Halsschild. Ihre Seiten verlaufen annähernd parallel. Im Querschnitt sind die Flügeldecken weniger stark gewölbt als die verwandter Arten. Die Flügeldecken tragen elf tiefe und deutliche Streifen aus wenig länglichen viereckigen Punkten, diese Punktstreifen sind etwa gleich breit bis deutlich schmäler als ihre Zwischenräume. Der innerste Punktstreifen liegt schräg und erreicht nur etwa ein Sechstel der Flügeldeckenlänge, die andern verschmälern sich am Ende der Flügeldecken etwas und laufen zusammen. Die Punktstreifen verlaufen vorn etwas nach außen geschwungen. Die Zwischenräume sind wenig bis deutlich gewölbt. Der erste Zwischenraum steht am Flügeldeckenende mit dem äußeren Zwischenraum in Verbindung. Diese Verbindung bildet einen erhabenen dicken Wulst. Die Flügeldecken enden beim Weibchen eher einzeln verrundet, beim Männchen eher einzeln abgestutzt.
Die Unterseite des Insekts ist nur wenig gewölbt und runzelig schwach punktiert, an den Seiten der Brust ist die Punktierung kräftiger. Es gibt keine Vertiefungen zum Einlegen der Beine. Die zwei vorderen Segmente des Hinterleibs sind nur mäßig verlängert, das erste Abdominalsternit endet zweibuchtig, das zweite ist nicht wesentlich länger als das dritte. Der Mittelbrustfortsatz, der die Mittelhüften trennt, variiert in seiner Breite von etwas breiter als bis zweieinhalb mal so breit wie der Vorderbrustfortsatz, der die Vorderhüften trennt. Die Hinterhüften sind sehr breit voneinander getrennt. Die Hinterbrust trägt eine deutliche Längsfurche, die sich beim Männchen über die letzten zwei Drittel, beim Weibchen übe die hintere Hälfte erstreckt. Die Beine sind kräftig. Die fünfgliedrigen Tarsen sind kürzer als die Schienen, die Hintertarsen am besten entwickelt. Die Krallen am Endglied der Tarsen sind klein, membranös erweitert und unterseits seidig tomentiert.

## Larve
Die Larven des Variablen Nagekäfers haben wie die Larven verwandter Arten einen vorgestreckten, kleinen und gewölbten Kopf mit nach unten gerichteten Mundwerkzeugen. Die drei Brustsegmente sind nicht wesentlich größer als die zehn Abdominalsegmente. Auf jeder Seite des Kopfes befindet sich nur eine Ocelle. Die Fühler sind sehr kurz, das Basalglied trägt einen Taster als Anhang. Die Oberkiefer sind einfach zugespitzt. Die Mahlfläche der Unterlippe ist zweilappig, der innere Lappen ist viel schmaler als der äußere. Die Klauen sind nur wenig gekrümmt. Sie sind etwa halb so lang wie die Schiene. An ihrer Basis sitzt kein Sohlenläppchen. Ein Schlüssel in englischer Sprache für die Larve von Grynobius findet sich im Internet.

## Biologie
Der Käfer entwickelt sich in vertrockneten Ästen verschiedener Laubholzarten (häufig in den Rosengewächsen Eberesche, Weißdorn, Holzapfel, weiterhin in Eiche, Buche, Kastanie, Pappel, Efeu, in Wucherungen an Stämmen der Hainbuche, häufig auch in Hasel, in Nordeuropa auch in gelagertem Holz von Birke, Erle und Weide) in sonnenexponierten Lagen in Laubwäldern, gerne auch in einzeln stehenden Bäumen. Befallene Bäume können über viele Jahre besiedelt bleiben und die Larven sind dann auch im Stamm oder in Stubben zu finden. Die Entwicklung dauert mindestens zwei Jahre. Die Verpuppung erfolgt im Herbst und die Art überwintert als Imago. Die Käfer erscheinen im späten Frühjahr. Der Käfer ist abends aktiv und läuft dann lebhaft herum. Bei Erschütterung lässt er sich fallen.
Die Art ist durch den Mangel an Totholz bedroht.

## Verbreitung
Die Art kommt vom südlichen Nordeuropa bis nach Südeuropa vor. Sie ist in Westeuropa und dem westlichen Mitteleuropa nachgewiesen. Sie fehlt im Alpengebiet und ist in der Ebene in Deutschland bis nach Mecklenburg nachgewiesen.
Im Norden ist das Vorkommen auf die südwestlichen Teile Skandinaviens beschränkt. In Westnorwegen beobachtet man eine klare Präferenz des ozeanischen Klimas. Auf der Iberischen Halbinsel kommt die Art hauptsächlich in den nördlichen bergigen Regionen vor.